# Lista de vice-presidentes da Argentina
O Vice-presidente da Argentina, oficialmente conhecido como Vice-presidente da Nação Argentina, é o segundo mais alto cargo político da Argentina, o vice-presidente também ocupa o cargo de presidente do senado federal. Assim como na maioria dos Estados presidencialistas, cabe ao vice-presidente assumir o governo em casos de ausência, morte ou renúncia do Presidente. A atual vice-presidente da Argentina é Victoria Villarruel, eleita em 2023.

## Lista
Esta é uma lista de vice-presidentes da Nação Argentina.
|  | Sigla   | Partido                                   |
|  | ------- | ----------------------------------------- |
|  | -       | Partido Unitário                          |
|  | Liberal | Partido Liberal                           |
|  | PAN     | Partido Autonomista Nacional              |
|  | UCR     | União Cívica Radical                      |
|  | PDN     | Partido Demócrata Nacional                |
|  | Militar | Fuerzas Armadas de la República Argentina |
|  | PJ      | Partido Justicialista                     |
|  | PCP     | Partido Conservador Popular               |
|  | -       | Frente Grande                             |
|  | PRO     | Proposta Republicana                      |

### Confederação Argentina (1854–1861)
| №                                                   | Retrato                                             | Nome (Nascimento–Morte)                             | Mandato                                             | Mandato                                             | Partido (Coalizão)                                  | Presidente             |
| №                                                   | Retrato                                             | Nome (Nascimento–Morte)                             | Início                                              | Fim                                                 | Partido (Coalizão)                                  | Presidente             |
| --------------------------------------------------- | --------------------------------------------------- | --------------------------------------------------- | --------------------------------------------------- | --------------------------------------------------- | --------------------------------------------------- | ---------------------- |
| 1                                                   |                                                     | Salvador María del Carril (1798–1883)               | 5 de março de 1854                                  | 5 de março de 1860                                  | Partido Unitário                                    | Justo José de Urquiza  |
| 2                                                   |                                                     | Juan Esteban Pedernera (1796–1886)                  | 5 de março de 1860                                  | 4 de Novembro de 1861                               | Partido Unitário                                    | Santiago Derqui        |
| Vago 4 de Novembro de 1861 – 12 de Dezembro de 1861 | Vago 4 de Novembro de 1861 – 12 de Dezembro de 1861 | Vago 4 de Novembro de 1861 – 12 de Dezembro de 1861 | Vago 4 de Novembro de 1861 – 12 de Dezembro de 1861 | Vago 4 de Novembro de 1861 – 12 de Dezembro de 1861 | Vago 4 de Novembro de 1861 – 12 de Dezembro de 1861 | Juan Esteban Pedernera |

### República Argentina (1861–presente)
| №                                                    | Retrato                                             | Nome (Nascimento–Morte)                             | Mandato                                             | Mandato                                             | Partido (Coalizão)                                  | Presidente                                            |
| №                                                    | Retrato                                             | Nome (Nascimento–Morte)                             | Início                                              | Fim                                                 | Partido (Coalizão)                                  | Presidente                                            |
| ---------------------------------------------------- | --------------------------------------------------- | --------------------------------------------------- | --------------------------------------------------- | --------------------------------------------------- | --------------------------------------------------- | ----------------------------------------------------- |
| Vago 12 de Dezembro de 1861 – 12 de Outubro de 1862  | Vago 12 de Dezembro de 1861 – 12 de Outubro de 1862 | Vago 12 de Dezembro de 1861 – 12 de Outubro de 1862 | Vago 12 de Dezembro de 1861 – 12 de Outubro de 1862 | Vago 12 de Dezembro de 1861 – 12 de Outubro de 1862 | Vago 12 de Dezembro de 1861 – 12 de Outubro de 1862 | Bartolomé Mitre                                       |
| 3                                                    |                                                     | Marcos Paz (1811–1868)                              | 12 de Outubro de 1862                               | 2 de Janeiro de 1868                                | Liberal                                             | Bartolomé Mitre                                       |
| Vago 2 de Janeiro de 1868 – 12 de Outubro de 1868    |                                                     |                                                     |                                                     |                                                     |                                                     | Bartolomé Mitre                                       |
| 4                                                    |                                                     | Adolfo Alsina (1829–1877)                           | 12 de Outubro de 1868                               | 12 de Outubro de 1874                               | PAN                                                 | Domingo Sarmiento                                     |
| 5                                                    |                                                     | Mariano Acosta (1825–1893)                          | 12 de Outubro de 1874                               | 12 de Outubro de 1880                               | PAN                                                 | Nicolás Avellaneda                                    |
| 6                                                    |                                                     | Francisco Bernabé Madero (1816–1896)                | 12 de Outubro de 1880                               | 12 de Outubro de 1886                               | PAN                                                 | Julio Argentino Roca                                  |
| 7                                                    |                                                     | Carlos Pellegrini (1813–1868)                       | 12 de Outubro de 1886                               | 6 de Agosto de 1890                                 | PAN                                                 | Miguel Juárez Celman                                  |
| Vago 6 de Agosto de 1890 – 12 de Outubro de 1892     | Vago 6 de Agosto de 1890 – 12 de Outubro de 1892    | Vago 6 de Agosto de 1890 – 12 de Outubro de 1892    | Vago 6 de Agosto de 1890 – 12 de Outubro de 1892    | Vago 6 de Agosto de 1890 – 12 de Outubro de 1892    | Vago 6 de Agosto de 1890 – 12 de Outubro de 1892    | Carlos Pellegrini                                     |
| 8                                                    |                                                     | José Evaristo Uriburu (1831–1914)                   | 12 de Outubro de 1892                               | 22 de Janeiro de 1895                               | PAN                                                 | Luis Sáenz Peña                                       |
| Vago 22 de Janeiro de 1895 – 12 de Outubro de 1898   | Vago 22 de Janeiro de 1895 – 12 de Outubro de 1898  | Vago 22 de Janeiro de 1895 – 12 de Outubro de 1898  | Vago 22 de Janeiro de 1895 – 12 de Outubro de 1898  | Vago 22 de Janeiro de 1895 – 12 de Outubro de 1898  | Vago 22 de Janeiro de 1895 – 12 de Outubro de 1898  | José Evaristo Uriburu                                 |
| 9                                                    |                                                     | Norberto Quirno Costa (1844–1915)                   | 12 de Outubro de 1898                               | 12 de Outubro de 1904                               | PAN                                                 | Julio Argentino Roca                                  |
| 10                                                   |                                                     | José Figueroa Alcorta (1860–1931)                   | 12 de Outubro de 1904                               | 12 de Março de 1906                                 | PAN (Modernista)                                    | Manuel Quintana                                       |
| Vago 12 de Março de 1906 – 12 de Outubro de 1910     | Vago 12 de Março de 1906 – 12 de Outubro de 1910    | Vago 12 de Março de 1906 – 12 de Outubro de 1910    | Vago 12 de Março de 1906 – 12 de Outubro de 1910    | Vago 12 de Março de 1906 – 12 de Outubro de 1910    | Vago 12 de Março de 1906 – 12 de Outubro de 1910    | José Figueroa Alcorta                                 |
| 11                                                   |                                                     | Victorino de la Plaza (1840–1919)                   | 12 de Outubro de 1910                               | 9 de Agosto de 1914                                 | PAN                                                 | Roque Sáenz Peña                                      |
| Vago 9 de Agosto de 1914 – 12 de Outubro de 1916     | Vago 9 de Agosto de 1914 – 12 de Outubro de 1916    | Vago 9 de Agosto de 1914 – 12 de Outubro de 1916    | Vago 9 de Agosto de 1914 – 12 de Outubro de 1916    | Vago 9 de Agosto de 1914 – 12 de Outubro de 1916    | Vago 9 de Agosto de 1914 – 12 de Outubro de 1916    | Victorino de la Plaza                                 |
| 12                                                   |                                                     | Pelagio Luna (1867–1919)                            | 12 de Outubro de 1916                               | 25 de Junho de 1919                                 | UCR                                                 | Hipólito Yrigoyen                                     |
| Vago 25 de Junho de 1919 – 12 de Outubro de 1922     |                                                     |                                                     |                                                     |                                                     |                                                     | Hipólito Yrigoyen                                     |
| 13                                                   |                                                     | Elpidio González (1875–1951)                        | 12 de Outubro de 1922                               | 12 de Outubro de 1928                               | UCR                                                 | Marcelo Torcuato de Alvear                            |
| –                                                    |                                                     | Francisco Beiró (1876–1928)                         | Morreu antes de assumir                             | Morreu antes de assumir                             | UCR                                                 | Hipólito Yrigoyen                                     |
| 14                                                   |                                                     | Enrique Martínez (1887–1938)                        | 12 de Outubro de 1928                               | 6 de Setembro de 1930                               | UCR                                                 | Hipólito Yrigoyen                                     |
| 15                                                   |                                                     | Enrique Santamarina (1870–1937)                     | 6 de Setembro de 1930                               | 20 de Outubro de 1930                               | —                                                   | José Félix Uriburu                                    |
| Vago 20 de Outubro de 1930 –                         |                                                     |                                                     |                                                     |                                                     |                                                     | José Félix Uriburu                                    |
| 16                                                   |                                                     | Julio Argentino Pascual Roca (1873–1942)            | 20 de Fevereiro de 1932                             | 20 de Fevereiro de 1938                             | PDN (Concordancia)                                  | Agustín Pedro Justo                                   |
| 17                                                   |                                                     | Ramón S. Castillo (1873–1944)                       | 20 de Fevereiro de 1938                             | 7 de Junho de 1943                                  | PDN (Concordancia)                                  | Roberto María Ortiz                                   |
| Vacant 27 de Junho de 1942 – 7 de Junho de 1943      | Vacant 27 de Junho de 1942 – 7 de Junho de 1943     | Vacant 27 de Junho de 1942 – 7 de Junho de 1943     | Vacant 27 de Junho de 1942 – 7 de Junho de 1943     | Vacant 27 de Junho de 1942 – 7 de Junho de 1943     | Vacant 27 de Junho de 1942 – 7 de Junho de 1943     | Ramón S. Castillo                                     |
| Vacant 27 de Junho de 1942 – 7 de Junho de 1943      | Vacant 27 de Junho de 1942 – 7 de Junho de 1943     | Vacant 27 de Junho de 1942 – 7 de Junho de 1943     | Vacant 27 de Junho de 1942 – 7 de Junho de 1943     | Vacant 27 de Junho de 1942 – 7 de Junho de 1943     | Vacant 27 de Junho de 1942 – 7 de Junho de 1943     | Arturo Rawson                                         |
| 18                                                   |                                                     | Sabá Sueyro (1889–1943)                             | 7 de Junho de 1943                                  | 15 de Outubro de 1943                               | Militar                                             | Pedro Pablo Ramírez                                   |
| 19                                                   |                                                     | Edelmiro Julián Farrell (1887–1980)                 | 15 de Outubro de 1943                               | 9 de Março de 1944                                  | Militar                                             | Pedro Pablo Ramírez                                   |
| Vago 9 de Março de 1944 – 8 de Julho de 1944         | Vago 9 de Março de 1944 – 8 de Julho de 1944        | Vago 9 de Março de 1944 – 8 de Julho de 1944        | Vago 9 de Março de 1944 – 8 de Julho de 1944        | Vago 9 de Março de 1944 – 8 de Julho de 1944        | Vago 9 de Março de 1944 – 8 de Julho de 1944        | Edelmiro Julián Farrell                               |
| 20                                                   |                                                     | Juan Domingo Perón (1895–1974)                      | 8 de Julho de 1944                                  | 10 de Outubro de 1945                               | Militar                                             | Edelmiro Julián Farrell                               |
| 21                                                   |                                                     | Juan Pistarini (1882–1956)                          | 10 de Outubro de 1945                               | 4 de Junho de 1946                                  | Militar                                             | Edelmiro Julián Farrell                               |
| 22                                                   |                                                     | Hortensio Quijano (1884–1952)                       | 4 de Junho de 1946                                  | 3 de Abril de 1952                                  | UCR-JR                                              | Juan Domingo Perón                                    |
| 22                                                   | Morreu antes de assumir                             | Morreu antes de assumir                             | PJ                                                  |                                                     |                                                     | Juan Domingo Perón                                    |
| Vago 3 de Abril de 1952 – 7 de Maio de 1954          |                                                     |                                                     |                                                     |                                                     |                                                     | Juan Domingo Perón                                    |
| 23                                                   |                                                     | Alberto Tessaire (1891–1963)                        | 7 de Maio de 1954                                   | 16 de Setembro de 1955                              | PJ                                                  | Juan Domingo Perón                                    |
| Vago 16 de Setembro de 1955 – 23 de Setembro de 1955 |                                                     |                                                     |                                                     |                                                     |                                                     | Juan Domingo Perón                                    |
| Eduardo Lonardi                                      |                                                     |                                                     |                                                     |                                                     |                                                     |                                                       |
| 24                                                   |                                                     | Isaac Rojas (1906–1993)                             | 23 de Setembro de 1955                              | 1 de Maio de 1958                                   | Militar                                             |                                                       |
| 24                                                   | Pedro Eugenio Aramburu                              | Isaac Rojas (1906–1993)                             | 23 de Setembro de 1955                              | 1 de Maio de 1958                                   | Militar                                             |                                                       |
| 25                                                   |                                                     | Alejandro Gómez (1908–2005)                         | 1 de Maio de 1958                                   | 18 de Novembro de 1958                              | UCR-I                                               | Arturo Frondizi                                       |
| Vago 18 de Novembro de 1958 – 12 de Outubro de 1963  |                                                     |                                                     |                                                     |                                                     |                                                     | Arturo Frondizi                                       |
| José María Guido                                     |                                                     |                                                     |                                                     |                                                     |                                                     |                                                       |
| 26                                                   |                                                     | Carlos Humberto Perette (1915–1992)                 | 12 de Outubro de 1963                               | 28 de Junho de 1966                                 | UCR-P                                               | Arturo Umberto Illia                                  |
| Vago 28 de Junho de 1966 – 25 de Maio de 1973        | Vago 28 de Junho de 1966 – 25 de Maio de 1973       | Vago 28 de Junho de 1966 – 25 de Maio de 1973       | Vago 28 de Junho de 1966 – 25 de Maio de 1973       | Vago 28 de Junho de 1966 – 25 de Maio de 1973       | Vago 28 de Junho de 1966 – 25 de Maio de 1973       | Revolução Argentina (ditadura militar)                |
| 27                                                   |                                                     | Vicente Solano Lima (1901–1984)                     | 25 de Maio de 1973                                  | 13 de Julho de 1973                                 | PCP (FREJULI)                                       | Héctor José Cámpora                                   |
| Vago 13 de Julho de 1973 – 12 de Outubro de 1973     | Vago 13 de Julho de 1973 – 12 de Outubro de 1973    | Vago 13 de Julho de 1973 – 12 de Outubro de 1973    | Vago 13 de Julho de 1973 – 12 de Outubro de 1973    | Vago 13 de Julho de 1973 – 12 de Outubro de 1973    | Vago 13 de Julho de 1973 – 12 de Outubro de 1973    | Raúl Alberto Lastiri                                  |
| 28                                                   |                                                     | Isabel Martínez de Perón (1931–)                    | 12 de Outubro de 1973                               | 1 de Julho de 1974                                  | PJ (FREJULI)                                        | Juan Domingo Perón                                    |
| Vago 1 de Julho de 1974 – 10 de Dezembro de 1983     | Vago 1 de Julho de 1974 – 10 de Dezembro de 1983    | Vago 1 de Julho de 1974 – 10 de Dezembro de 1983    | Vago 1 de Julho de 1974 – 10 de Dezembro de 1983    | Vago 1 de Julho de 1974 – 10 de Dezembro de 1983    | Vago 1 de Julho de 1974 – 10 de Dezembro de 1983    | Isabel Martínez de Perón                              |
| Vago 1 de Julho de 1974 – 10 de Dezembro de 1983     | Vago 1 de Julho de 1974 – 10 de Dezembro de 1983    | Vago 1 de Julho de 1974 – 10 de Dezembro de 1983    | Vago 1 de Julho de 1974 – 10 de Dezembro de 1983    | Vago 1 de Julho de 1974 – 10 de Dezembro de 1983    | Vago 1 de Julho de 1974 – 10 de Dezembro de 1983    | Processo de Reorganização Nacional (ditadura militar) |
| 29                                                   |                                                     | Víctor Martínez (1924–2017)                         | 10 de Dezembro de 1983                              | 8 de Julho de 1989                                  | UCR                                                 | Raúl Alfonsín                                         |
| 30                                                   |                                                     | Eduardo Duhalde (1941–)                             | 8 de Julho de 1989                                  | 10 de Dezembro de 1991                              | PJ (FREJUPO)                                        | Carlos Menem                                          |
| Vago 10 de Dezembro de 1991 – 8 de Julho de 1995     |                                                     |                                                     |                                                     |                                                     |                                                     | Carlos Menem                                          |
| 31                                                   |                                                     | Carlos Ruckauf (1944–)                              | 8 de Julho de 1995                                  | 10 de Dezembro de 1999                              | PJ                                                  | Carlos Menem                                          |
| 32                                                   |                                                     | Carlos Álvarez (1948–)                              | 10 de Dezembro de 1999                              | 6 de Outubro de 2000                                | Frente Grande (Alianza)                             | Fernando de la Rúa                                    |
| Vago 6 de Outubro de 2000 – 25 de Maio de 2003       |                                                     |                                                     |                                                     |                                                     |                                                     | Fernando de la Rúa                                    |
| Puerta                                               |                                                     |                                                     |                                                     |                                                     |                                                     |                                                       |
| Saá                                                  |                                                     |                                                     |                                                     |                                                     |                                                     |                                                       |
| Camaño                                               |                                                     |                                                     |                                                     |                                                     |                                                     |                                                       |
| Duhalde                                              |                                                     |                                                     |                                                     |                                                     |                                                     |                                                       |
| 33                                                   |                                                     | Daniel Scioli (1957–)                               | 25 de Maio de 2003                                  | 10 de Dezembro de 2007                              | PJ (FPV)                                            | Néstor Kirchner                                       |
| 34                                                   |                                                     | Julio Cobos (1955–)                                 | 10 de Dezembro de 2007                              | 10 de Dezembro de 2011                              | UCR (FPV)                                           | Cristina Fernández de Kirchner                        |
| 35                                                   |                                                     | Amado Boudou (1962–)                                | 10 de Dezembro de 2011                              | 10 de Dezembro de 2015                              | PJ (FPV)                                            | Cristina Fernández de Kirchner                        |
| 36                                                   |                                                     | Gabriela Michetti (1965–)                           | 10 de Dezembro de 2015                              | 10 de Dezembro de 2019                              | PRO (Cambiemos)                                     | Mauricio Macri                                        |
| 37                                                   |                                                     | Cristina Fernández de Kirchner (1953–)              | 10 de Dezembro de 2019                              | 10 de Dezembro de 2023                              | PJ (Todos)                                          | Alberto Fernández                                     |
| 38                                                   |                                                     | Victoria Villarruel (1975-)                         | 10 de Dezembro de 2023                              | Incumbente                                          | PD (LLA)                                            | Javier Milei                                          |

## Ex-vice-presidentes vivos
Atualmente,encontram-se vivos 9 ex vice-presidentes argentinos:

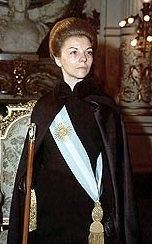
María Estela Martínez de Perón (1973-1974) Idade: 94 anos
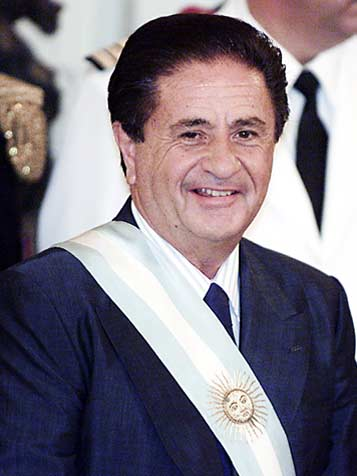
Eduardo Duhalde (1989-1991) Idade: 83 anos
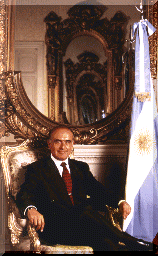
Carlos Ruckauf (1995-1999) Idade: 80 anos
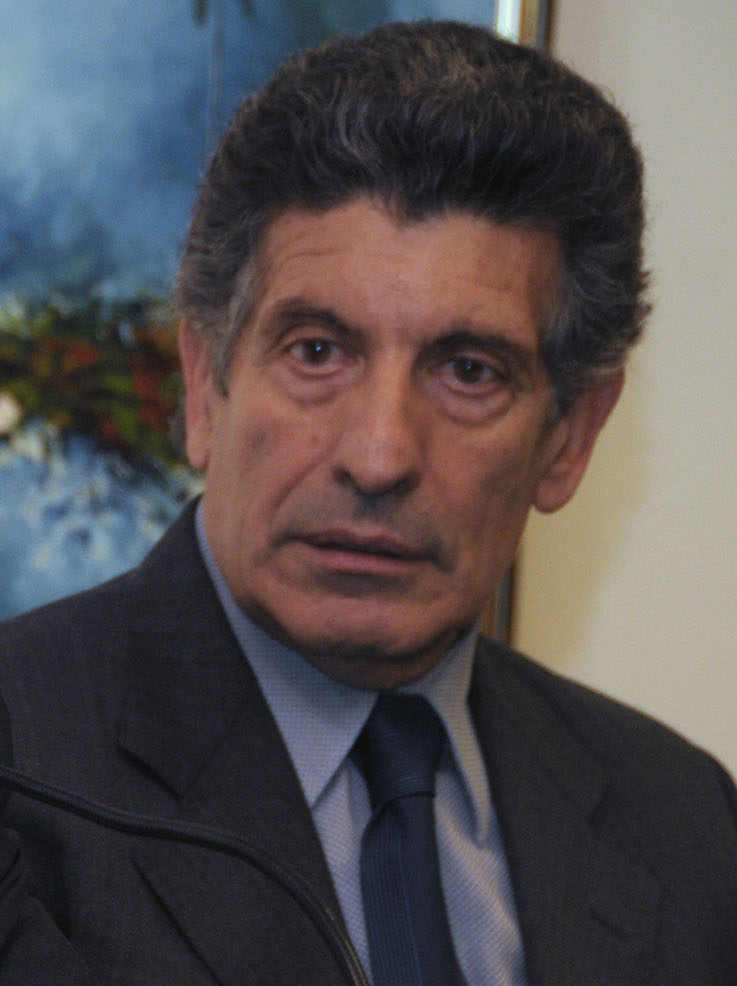
Carlos Álvarez (1999-2000) Idade: 76 anos
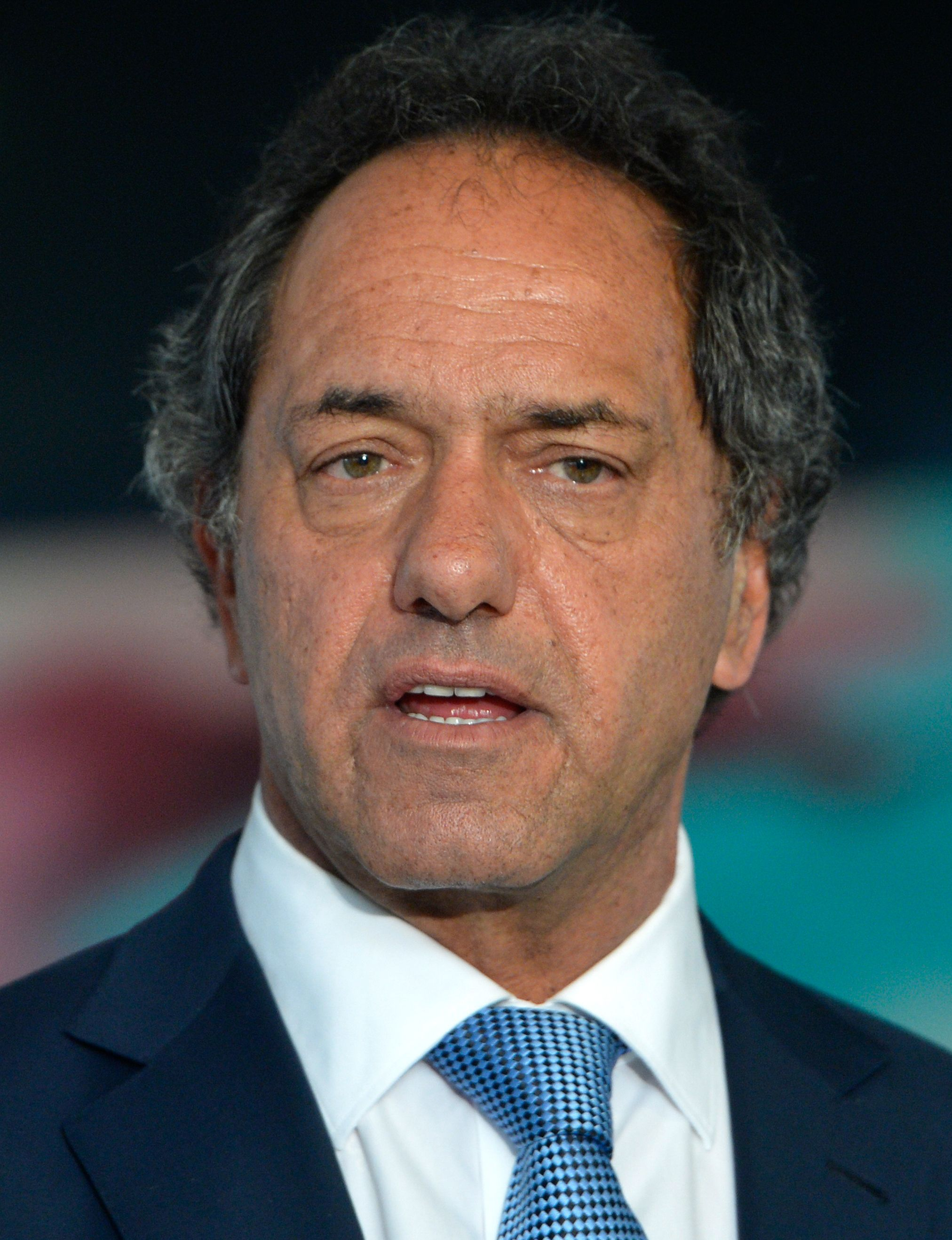
Daniel Scioli (2003-2007) Idade: 68 anos
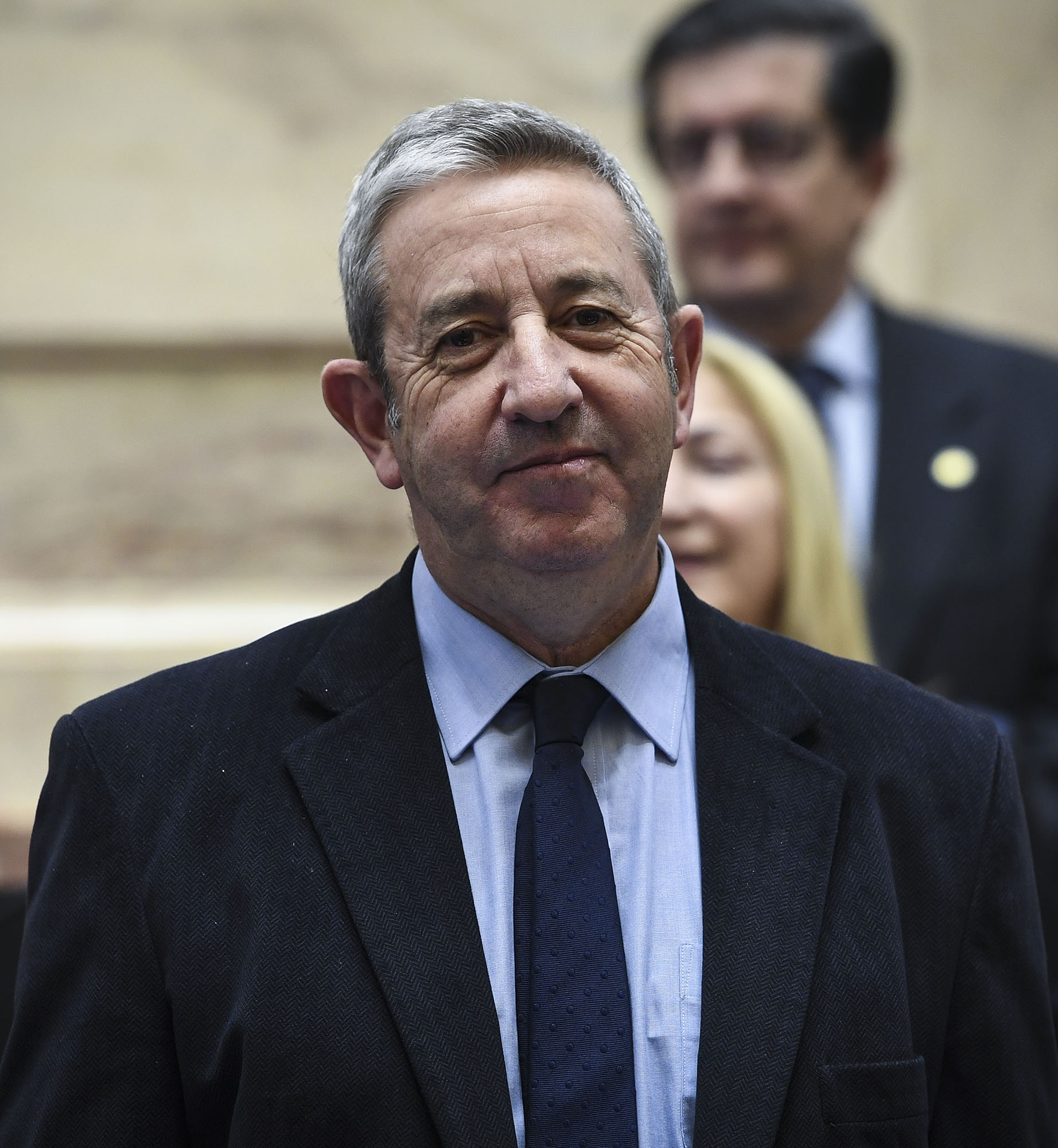
Julio Cobos (2007-2011) Idade: 69 anos
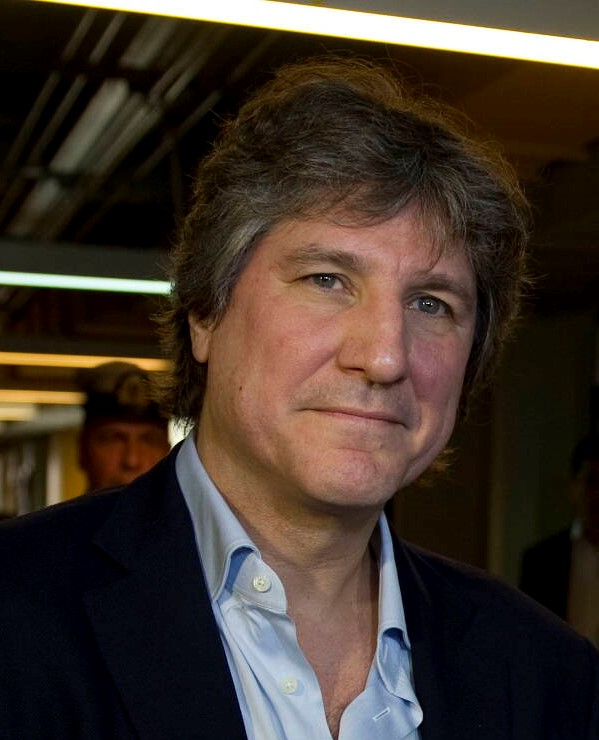
Amado Boudou (2011-2015) Idade: 62 anos
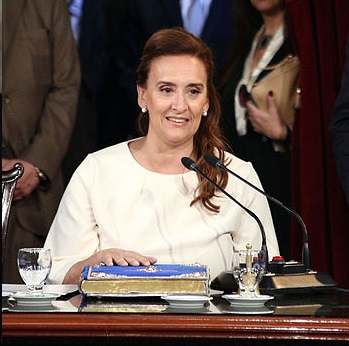
Gabriela Michetti (2015-2019) Idade: 59 anos
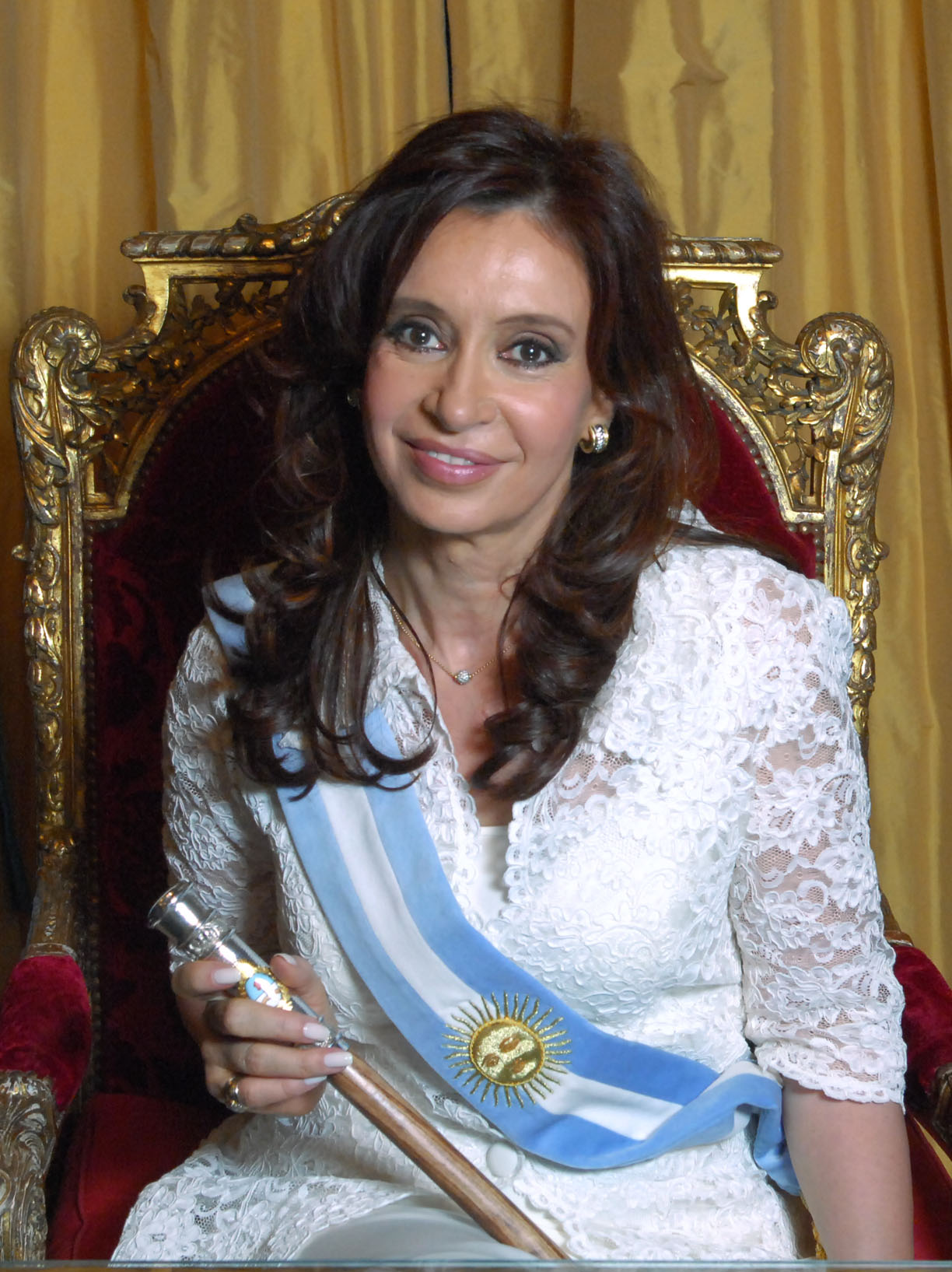
Cristina Kirchner (2019-2023) Idade: 72 anos